# (10309) 1990 QC6
A (10309) 1990 QC6 a Naprendszer kisbolygóövében található aszteroida. Henry Holt fedezte fel 1990. augusztus 23-án.

## Kapcsolódó szócikk
- Kisbolygók listája (10001–10500)